# Traditioneel rekenen

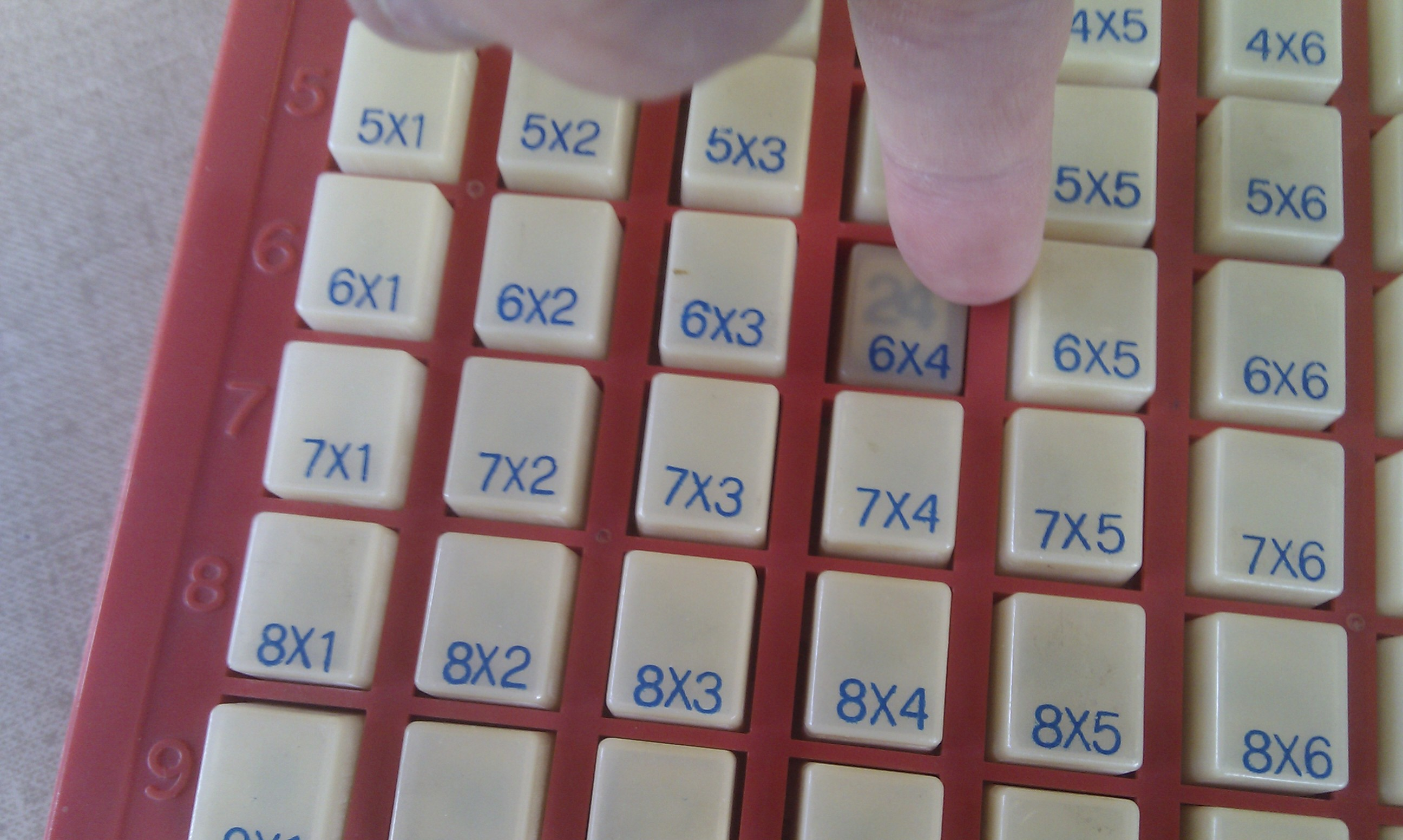
Veel aandacht voor het goed inoefenen van de verschillende rekenbewerkingen.

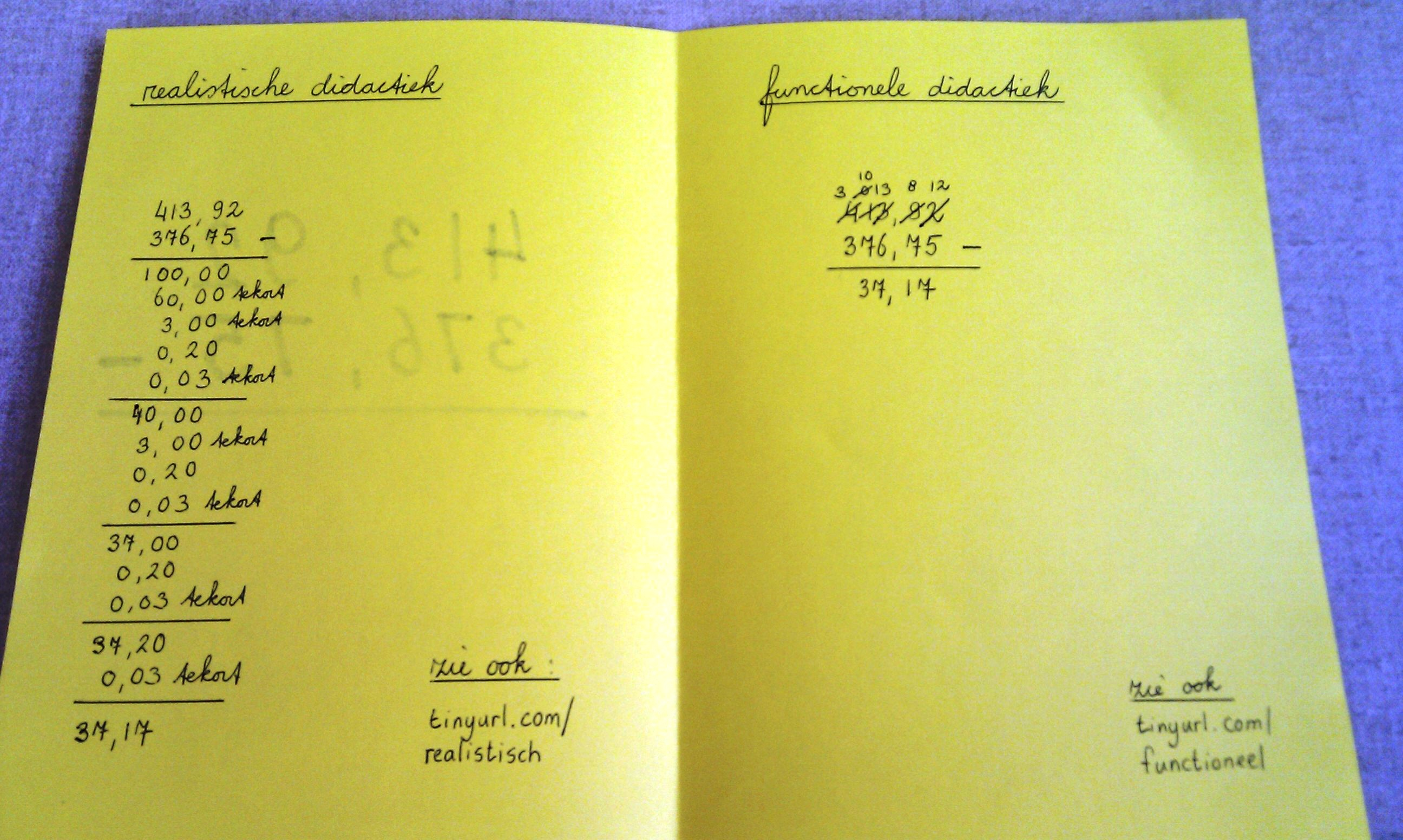
Realistisch rekenen versus functioneel rekenen: kolomsgewijs aftrekken vs cijferend aftrekken.

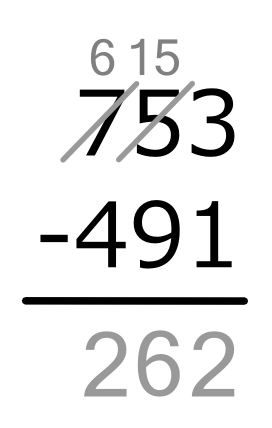
Cijferend aftrekken volgens de functionele rekendidactiek.

Functioneel rekenen leert kinderen de staartdeling aan.

Van concreet naar abstract.

Functioneel rekenen (ook: traditioneel rekenen) is een rekendidactiek die bouwt op het automatiseren en oefenen. Het gaat uit van een gelaagdheid in het leren: automatismen (de eenvoudigere mentale processen) dienen het denkproces (de hogere mentale processen). Functioneel rekenen gaat uit van veel oefenen alvorens de leerstof in contexten en toepassingen te gebruiken: begrip volgt uit beheersing. Functioneel rekenen wordt geplaatst tegenover het realistisch rekenen.

## Oorsprong
De oorsprong van het functioneel rekenen ligt in het traditioneel rekenen zoals dat gangbaar was voordat het realistisch rekenen zijn intrede deed in de de jaren 90 van de vorige eeuw in het basisonderwijs in Nederland. Het verschil is dat het functioneel rekenen meer aandacht heeft voor het uiteindelijk toepassen van de rekenvaardigheden in contexten dan het oorspronkelijke traditioneel rekenen.
Een warm pleitbezorger van het functioneel rekenen is prof. dr. Jan van de Craats die als wiskundige is verbonden aan de Universiteit van Amsterdam. Hij schreef in 2007 het artikel Waarom Daan en Sanne niet kunnen rekenen en presenteerde dit op de Panama Conferentie. Dit bracht in de daarop volgende jaren een heftige discussie op gang over de kwaliteit van het Nederlandse rekenonderwijs en de gebruikte didactieken.
In 2008 uitte een groep hoogleraren, waaronder Nobelprijswinnaar Gerard 't Hooft, forse kritiek op het realistisch rekenen. Hierop besloot Noordhoff Uitgevers in 2010 tot het uitbrengen van de rekenmethode Reken Zeker, die als grondslag het functioneel rekenen heeft.

### Jan van de Craats
Van de Craats beweert dat er een aantal ongegronde aannames in de realistische rekendidactiek zijn. Hij noemt deze de drie hardnekkige mythen van de rekendidactiek en probeert deze te ontkrachten in zijn artikel:
- Mythe 1: Eerst begrijpen, dan oefenen

Oefening baart juist kunst, waarbij kunst niet alleen rekenvaardigheid, maar ook begrip omvat.
- Mythe 2: Leerlingen vinden rijtjes sommen vreselijk

De werkelijkheid is echter dat leerlingen graag rijtjes sommen maken, mits die goed en systematisch zijn opgebouwd zodat ze het idee krijgen dat ze echt iets leren.
- Mythe 3: Het is goed als leerlingen meerdere oplossingsstrategieën leren hanteren en zelf kunnen kiezen welke ze willen gebruiken

Er is te veel aandacht voor handigheidjes, foefjes, trucs en hap-snapmethodes die alleen in heel speciale gevallen vlot werken. Voor leerlingen is dit ‘handige rekenen’ rampzalig. In feite is er voor elk type rekenbewerking juist één beproefd, eenvoudig en altijd werkend rekenrecept dat aangeleerd kan worden.
In antwoord op het artikel Waarom Daan en Sanne niet kunnen rekenen schreef W. Uittenbogaard het stuk Hoe Juliette en Jonas leren rekenen.

## Kenmerken
Functioneel rekenen wordt gerekend tot de cognitieve psychologie en is gebaseerd op de zone van de naaste ontwikkeling van Lev Vygotski. Instructie speelt een centrale rol en er is veel aandacht voor het aanleren van de verschillende basisvaardigheden, waarna deze kunnen worden toegepast in contexten en realistische situaties. De didactiek gaat ervan uit dat het werkgeheugen niet te zwaar moet worden belast tijdens het eigen maken van de verschillende bewerkingen. Vandaar de volgorde: instructie, inoefenen, toepassen.
Er is veel aandacht voor instructie en inoefening en er worden eenduidige oplossingsstrategieën aangeleerd. Er wordt uitgegaan van convergente differentiatie. Er wordt gestart met concrete materialen, maar de doelen zijn hoog en dus wordt er al vrij snel overgegaan op het formele rekenen met getallen. De doelen in de leerlijnen zijn ook hoog: zo moeten de kinderen eind groep 3 vlot tot 20 kunnen rekenen en eind groep 4 de tafels van vermenigvuldiging t/m 10 uit het hoofd kennen. De leerkracht en de oefenstof zorgen dat deze doelen ook worden gehaald door alle kinderen.
Functioneel rekenen maakt gebruik van cijferend rekenen voor de basisbewerkingen: het zogenaamde onder elkaar rekenen met lenen en inwisselen. Er wordt weinig gebruikgemaakt van de rekenmachine door de leerlingen, omdat dit bijdraagt aan het minder daadwerkelijk zelf rekenen. Hierdoor zouden de rekenbewerkingen minder goed eigen worden gemaakt door de leerlingen. Ook wordt er veel nauwkeurig op papier gerekend in plaats van te hoofdrekenen. Zo wordt 86 + 48 onder elkaar geschreven, terwijl het realistisch rekenen dit uit het hoofd laat uitrekenen door de leerlingen: 86 + 48 = (90 + 50) − (4 + 2) = 134. Functioneel rekenen laat dit pas in groep 8 doen, omdat het verwarrend zou zijn om in een optelsom te moeten aftrekken. Eerst moet er een goede en geautomatiseerde basis zijn, alvorens handig te gaan rekenen.
Het cijferen gebeurt van rechts naar links met lenen en inwisselen. Dit is dus anders dan het kolomsgewijs rekenen zoals dit wordt toegepast binnen het realistisch rekenen.
Het functioneel rekenen leert de kinderen de klassieke staartdeling aan. De staartdeling werd het symbool van de strijd met het realistisch rekenen dat de zogenaamde hapmethode aanleert om delingen op te lossen.

## Lesmethoden
Er zijn momenteel twee rekenmethoden op de markt die gebaseerd zijn op deze didactiek. Noordhoff Uitgevers heeft in 2010 de methode Reken Zeker uitgebracht. In 2019 heeft Noordhoff een nieuwe methode, Getal en Ruimte Junior, uitgebracht. Uitgeverij Scala Leuker Leren heeft in 2009 Het grote rekenboek uitgebracht dat als aanvulling op een rekenmethode gebruikt kan worden en waarbij de nadruk ligt op een eenduidige uitleg en het inoefenen van de verschillende rekenvaardigheden.

## Kritiek
Aanhangers van het sociaal-constructivistisch georiënteerde realistisch rekenen hebben kritiek op het functioneel rekenen. Zij gaan ervan uit dat leerlingen hun eigen kennis construeren. Het inoefenen van tafels of andere rekenbewerkingen wordt door hen gezien als een activiteit die onnodig is omdat kinderen een rekenmachine kunnen gebruiken. Ook vinden sociaal-contructivisten het stampen van tafels en andere bewerkingen niet inspirerend en creatief.

## Realistisch of functioneel?
De rekenmachine en ook de staartdeling zijn symbolen geworden van de strijd tussen aanhangers van het realistisch en functioneel rekenen. Naar aanleiding van de oplaaiende strijd tussen beide kampen, gaf het Ministerie van Onderwijs, Cultuur en Wetenschap in 2008 opdracht aan de Koninklijke Nederlandse Akademie van Wetenschappen om onderzoek te doen. De onderzoekers brachten in 2009 een rapport uit waarin zij het volgende concluderen:
“Samenvattend concludeert de commissie dat het door haar bestudeerde materiaal geen algemene wetenschappelijk gefundeerde uitspraken over de relatie tussen rekendidactiek en rekenvaardigheid rechtvaardigt. In het bijzonder zijn er geen harde onderzoeksresultaten die de claims van enige partij in de discussie over traditioneel versus realistisch rekenen op overtuigende wijze ondersteunen”.